# جورج أ. بيكنل
جورج أ. بيكنل هو قاضي ومحامي وسياسي أمريكي، ولد في 6 فبراير 1815 في فيلادلفيا في الولايات المتحدة، وتوفي في 11 أبريل 1891. نشط حزبياً في الحزب الديمقراطي. وقد انتخب عضو مجلس النواب الأمريكي ‏.